# کانگانی
کانگانی (به لاتین: Kangani, Anjouan) یک منطقهٔ مسکونی در اتحاد قمر است که در آنژوان واقع شده‌است.

## خصوصیات
کانگانی ۴٬۰۶۲ نفر جمعیت دارد.